# Miraggio

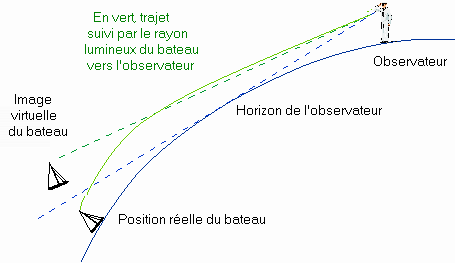
Schema di un miraggio superiore

Il miraggio è un'illusione ottica naturale (fenomeno ottico).
Esso si verifica quando i raggi del Sole incontrano uno strato d'aria più caldo rispetto agli strati sovrastanti dove l'aria è più fredda ed ha una densità maggiore. Così i raggi di luce subiscono una riflessione totale ed è possibile vedere le immagini come se fossero veramente riflesse al suolo.

## Miraggio inferiore

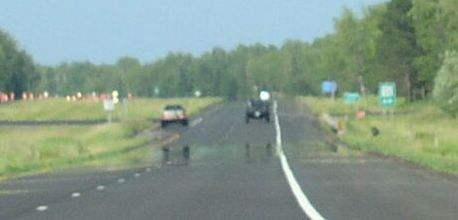
Miraggio inferiore su strada asfaltata

È il tipo di miraggio che viene osservato più di frequente. Ad esempio nel deserto è possibile vedere il riflesso del cielo sul terreno sabbioso in lontananza e pensare erroneamente di scorgere un lago; ancora, d'estate percorrendo una strada asfaltata, può capitare di vedere il riflesso delle macchine in lontananza sull'asfalto e avere l'impressione che vi sia una pozzanghera che riflette gli oggetti sufficientemente distanti. Questo fenomeno ottico si spiega in maniera relativamente semplice col principio della rifrazione ottica. Si ha un miraggio inferiore se gli strati di aria più prossimi al suolo sono molto più caldi (e quindi meno densi) rispetto agli strati superiori. L'indice di rifrazione dell'aria calda è minore di quello dell'aria fredda e perciò un raggio proveniente da oggetti relativamente lontani, che quindi formano un angolo con l'orizzontale inferiore all'angolo critico, viene riflesso totalmente verso l'osservatore che può quindi osservare un'immagine capovolta e posizionata al di sotto dell'oggetto originale dando l'effetto che vi sia una pozzanghera che consente all'oggetto di specchiarsi. L'angolo critico di incidenza al di sotto del quale si ha riflessione totale è  {\displaystyle \theta }  tale che  {\displaystyle \sin \theta ={\tfrac {n_{1}}{n_{2}}}}  dove  {\displaystyle n_{1}} è l'indice di rifrazione del secondo mezzo e  {\displaystyle n_{2}} è l'indice di rifrazione del primo mezzo; l'angolo  {\displaystyle \theta }  è misurato a partire dalla perpendicolare alla superficie di separazione tra i due mezzi. Esiste un angolo critico e di conseguenza sono possibili la riflessione totale e i miraggi solo se  {\displaystyle n_{1}<n_{2}}  per soddisfare la condizione che il seno di un angolo è sempre minore o uguale a 1.

## Miraggio superiore

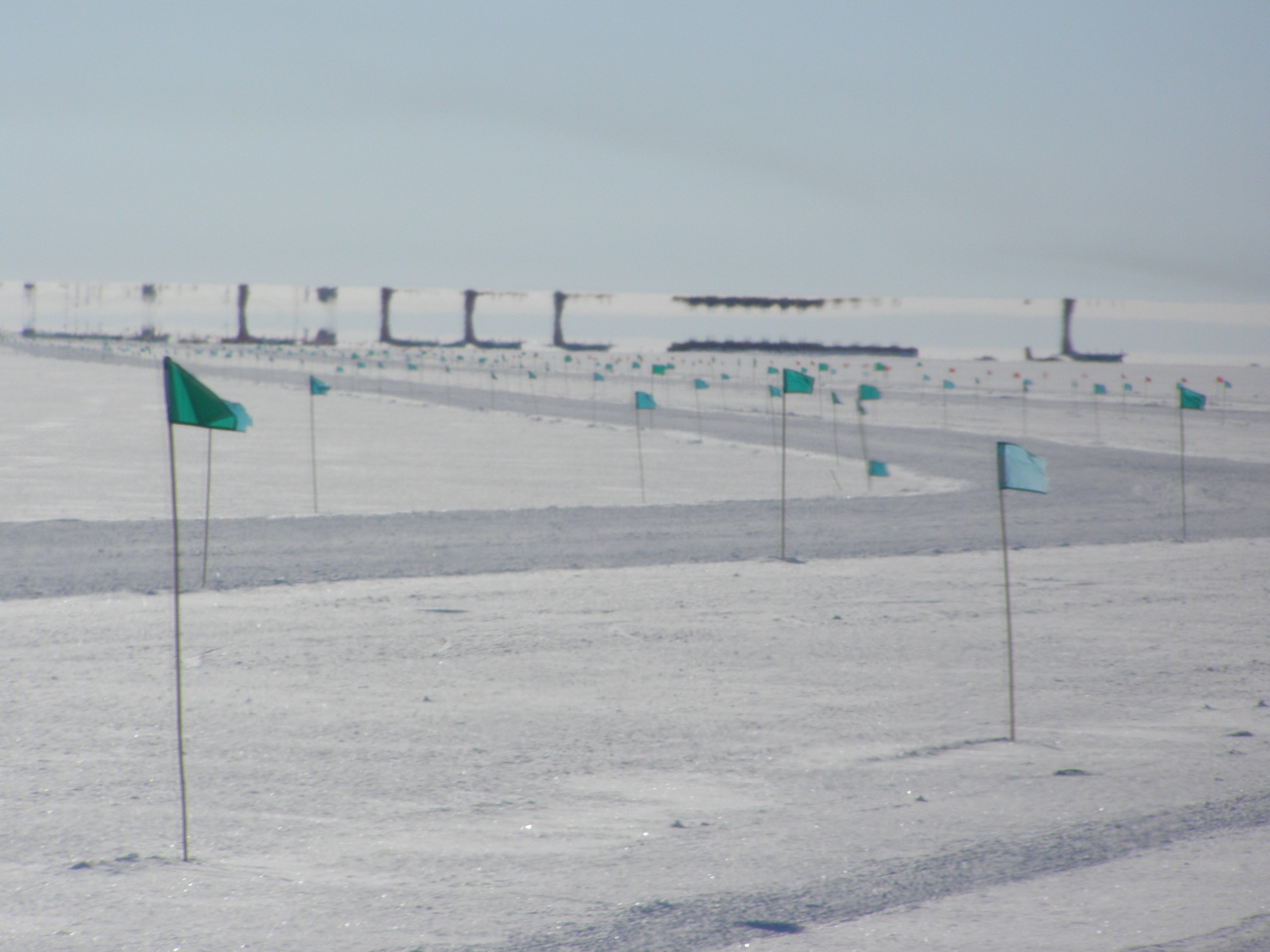
Miraggio superiore

Miraggi più spettacolari sono quelli superiori, prodotti da un'inversione di temperatura all'altezza degli occhi dell'osservatore. In questo caso l'immagine appare riflessa superiormente. È possibile vedere oasi che in realtà si trovano oltre l'orizzonte, così come navi capovolte in lontananza. In questo caso gli strati d'aria a contatto col suolo devono essere molto più freddi di quelli al di sopra degli occhi dell'osservatore. Se ciò si verifica si ha una riflessione totale dovuta alla rifrazione dei raggi degli oggetti distanti che, passando da un mezzo di trasmissione freddo (maggiore indice di rifrazione) a uno più caldo (minore indice di rifrazione) possono soddisfare la condizione di riflessione totale. L'osservatore a questo punto può vedere riflessi in cielo oggetti molto lontani o addirittura ancora al di là della linea dell'orizzonte.

## Fata morgana

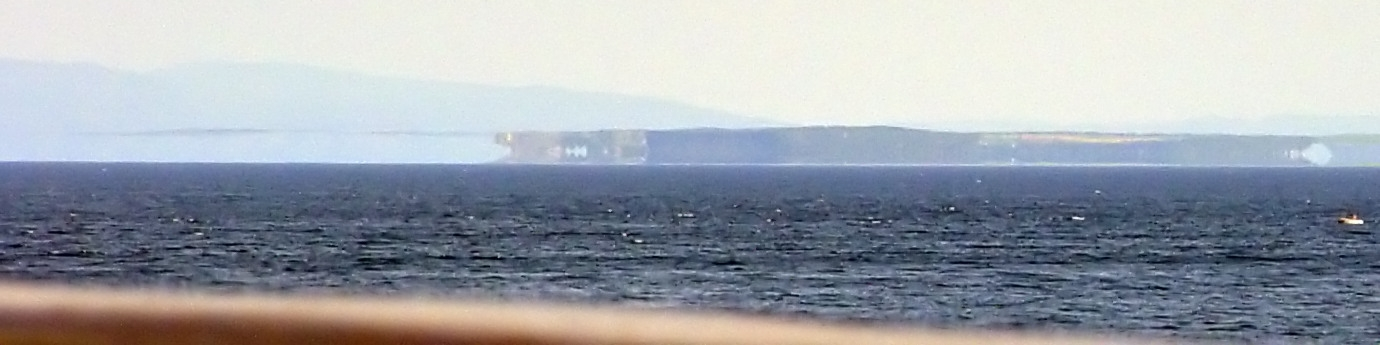
Fata morgana

Quando diversi effetti di miraggio inferiore e superiore si sommano, le immagini degli oggetti all'orizzonte vengono allungate verso l'alto come pinnacoli. Questo miraggio è anche chiamato fata morgana.